# Acmispon
Acmispon es un género de plantas fanerógamas perteneciente a la familia de las fabáceas. Comprende 50 especies descritas y, de estas, solamente 33 aceptadas.

## Taxonomía
El género fue descrito por Constantine Samuel Rafinesque y publicado en Atlantic Journal 1(4): 144–145. 1832.
Etimología
Acmispon: nombre genérico que deriva del griego acmé = ‘un punto o borde’, y ha explicado Constantine Samuel Rafinesque en su publicación en Atlantic Journal 1 (4): 144-145, 1832, como ‘punta de gancho’, en probable referencia a la fruta con gancho con punta.

## Especies aceptadas
A continuación se brinda un listado de las especies del género Acmispon aceptadas hasta octubre de 2014, ordenadas alfabéticamente. Para cada una se indica el nombre binomial seguido del autor, abreviado según las convenciones y usos.
- Acmispon americanus
- Acmispon argophyllus
- Acmispon argyraeus
- Acmispon brachycarpus
- Acmispon cytisoides
- Acmispon dendroideus
- Acmispon denticulatus
- Acmispon glaber
- Acmispon grandiflorus
- Acmispon haydonii
- Acmispon heermannii
- Acmispon junceus
- Acmispon maritimus
- Acmispon micranthus
- Acmispon nevadensis
- Acmispon parviflorus
- Acmispon procumbens
- Acmispon prostratus
- Acmispon rigidus
- Acmispon rubriflorus
- Acmispon strigosus
- Acmispon subpinnatus
- Acmispon wrangelianus